# قرار مجلس الأمن التابع للأمم المتحدة رقم 904
قرار مجلس الأمن التابع للأمم المتحدة رقم 904، الذي اعتمد بدون تصويت في 18 مارس عام 1994، وبعد ان أعرب المجلس عن صدمته إزاء المذبحة التي ارتكبت ضد المصليين الفلسطينيين في المسجد الإبراهيمي في الخليل في الضفة الغربية، دعا إلى اتخاذ تدابير لضمان سلامة وحماية المدنيين الفلسطينيين في جميع أنحاء الأراضي المحتلة.
وأُعرب عن القلق إزاء الخسائر الفلسطينية في الأرض الفلسطينية المحتلة نتيجة للمذبحة التي وقعت خلال شهر رمضان، والتي أكدت على ضرورة توفير الحماية والأمن للشعب الفلسطيني. ولاحظ المجلس مع الارتياح الجهود المبذولة لضمان السير السلس لعملية السلام وإدانة المجتمع الدولي للحادث. كما أعاد تأكيد انطباق اتفاقية جنيف الرابعة ومسؤوليات إسرائيل.
وأدان المجلس الحادثة التي وقعت في الخليل، وأسفرت عن سقوط 30–54 قتيلًا وإصابة عدة مئات من المدنيين، ودعا إسرائيل إلى مصادرة الأسلحة للحيلولة دون أعمال العنف التي يرتكبها المستوطنون الإسرائيليون. وطلب المجلس في الدعوة إلى التدابير الواجب اتخاذها لحماية المدنيين الفلسطينيين، راعيتا عملية السلام، الولايات المتحدة وروسيا، الاستمرار في استخدام ما تبذله من الجهود في عملية السلام لتحقيق تنفيذ الأحكام السالفة الذكر.
واخيرًا، أعاد القرار تأكيد تأييده لإعلان المبادئ وحث على تنفيذه فورًا.

## وصلات خارجية
- نص القرار على UNHCR.org